# Пиндос
«Пиндо́с» («пендо́с», греч. Πίνδος) — слово-этнофолизм, присутствующее в разговорном варианте русского языка и употребляемое в нескольких смыслах, основными из которых является повсеместно распространённое на постсоветском пространстве с начала XXI века уничижительное наименование американцев (граждан США), а также распространённое в Северном Причерноморье и Приазовье с XIX века бытовое прозвище местных греков.
В среде русских в Африке в 1980-х — начале 1990-х годов зарегистрировано употребление слова «пиндос» в значении «негр», «чернокожий».

## Варианты употребления

### В Северном Причерноморье
В XIX веке — начале XX века на черноморском побережье Российской империи слово «пиндос» использовалось в просторечии как уничижительное прозвище местных греков.
В конце XVIII — начале XIX вв. в направлении Северо-Западного Причерноморья наблюдался большой поток беженцев с территорий, контролируемых турецкой администрацией Балканского полуострова. В район Одессы преимущественно попадали выходцы из Румелии, а также островные греки. Наиболее бедными и неграмотными из них были выходцы из Пинда, горной системы в северо-восточной части Греции. По данным исследователя одесского языка, кандидата филологических наук Евгения Степанова, сами греки в XIX веке пиндосами называли выходцев из горных греческих районов, причём ещё со времён Древней Греции периода синойкизма греки полисов рассматривали горные греческие племена (этолян, локров, жителей Акарнании) как полуварварские. Тем самым Степанов делает вывод, что слово пиндос пришло в Северное Причерноморье как микроэтноним, уже до этого имеющий негативные коннотации, которые и были заимствованы одесситами вместе с данным микроэтнонимом.
Негативная коннотация слова «пиндос» (греч. Πίνδος) в новогреческом языке и его коренная близость со словами «болото; грязь; дно; бедняк», также способными нести негативный оттенок, усугубила общий негативный смысл слова «пиндос». Паронимия слова пиндос с новогреческим пента — «ладонь, пятерня», получившая распространение в Северном Причерноморье с XIX века, спровоцировала появление оскорбительного для греков жеста открытой ладони. Одесский писатель Валерий Смирнов при своём описании значения слова «пиндос» в публицистическом издании «Полутолковый словарь одесского языка» пишет, что в Одессе было достаточно показать греку открытую ладонь, чтобы спровоцировать драку либо бытовой конфликт. Отсутствие в России исторического понимания происхождения слова «пиндос» привело к сохранению исключительно негативной коннотации этого слова в русском разговорном языке. По этой причине в настоящее время термин функционирует в Одессе и других причерноморских городах как этноним греческого народа с пониженным коннотативным значением.
Большой академический словарь (1948—1965) фиксирует существование слова «пиндос», определяя его значение как устаревшее, просторечное «презрительное название грека». В ходе социолингвистического опроса, проведённого в 1999—2000 гг. среди греческой диаспоры, было установлено, что сами греки слово «пиндос» стараются связывать с коннотативно-нейтральным этнонимом понтийцы. Но, по мнению Степанова, эти слова не являются паронимами и не имеют общекоренной связи.
Степанов пишет, что при опросе в 1996—1999 гг. одесских моряков было установлено, что более половины из них не знают первоначального смысла слова «пиндос», а те, кто его знают, как правило, являются коренными одесситами и определяют два значения этого слова — 1) «грек (просторечное)» либо 2) «глупый, невоспитанный, нечистоплотный, никчёмный человек (грубое, брутальное)». Также исследователь приводит данные, что согласно его анализу с середины 1990-х гг. в профессиональном арго в среде черноморских моряков слово «пиндос» получило распространение также для идентификации жителей Юго-Восточной Азии (филиппинцев, малайцев, индонезийцев и др.), моряки стран которых являются конкурентами черноморцев на рынке труда, а население этого региона характеризуется ими как сходное по характеристикам «с греками-пиндосами XIX века».

### В русской и украинской литературе
В поэме «Энеида» Ивана Котляревского, которая является бурлескным переложением «Энеиды» Вергилия, написанным на украинском языке (первый вариант текста датирован 1798 годом), есть такие слова:
Либонь, достались од пендосів,

Що в Трої нам утерли носів.
Здесь под «пендосами» подразумеваются античные греки.
В значении «грек» слово «пендос» употребляется в рассказе А. П. Чехова «Огни» (1888), в произведениях А. И. Куприна, у Константина Паустовского.
Русский писатель, этнограф и лингвист Владимир Богораз пишет о дразнилке «грек-пендос» и реакции на неё того, к кому она адресована, применительно к 1870-м годам в Таганроге:

Население в Таганроге было смешанное. В основе лежали все виды перехода от грека к русскому. В сущности, таганрогские и мариупольские греки — это последние остатки загадочных готов, полторы тысячи лет тому назад проживавших в Крыму, а потом в восемнадцатом веке переведённых на Азовское море. Раньше они грецизировалась, а теперь русели. По бумагам, например, Ликиардопуло, а по-уличному Лонцов. Есть даже и третье прозвище, совсем бесцеремонное: «Свиняча Шия», оттого, что отец или дядя некогда стащил на базаре с воза указанную часть свиной туши. Или другой Попандопуло, он же Макитра, и с виду, действительно, похож на макитру — огромный горшок. Попробуйте спеть этакому двуединому типу, как мы, мальчишки, когда-то певали:
Грек пендос,
На паре колёс
Солёный нос,
Воды не довёз, —

непременно погонится с камнем: «Какой я вам грек!»

### Современное употребление
Как сообщала газета «Коммерсант» в 1996 году, словом «пендос», «происхождение которого выяснить не удалось», сербы в Хорватии называли всех иностранных миротворцев, кроме солдат из России и Украины.
В начале XXI века слово «пиндос» стало использоваться в русском сленге как этнофолизм по отношению ко всем американцам (наряду с его производными «Пиндосия», «Пиндостан», «СШП» — «Соединённые Штаты Пиндостана»).
Исследователи А. Романова, С. Якушенков и О. Якушенкова вход в широкое употребление слова «пиндос» связывают с необходимостью рождения в воображении и массовом сознании вымышленных стран («Пиндостан»), призванных демонстрировать образ врага или противника.
По исследованиям общественных процессов посредством анализа текстов в Интернете, проведённым Л. Ашкинази, М. Гайнер и А. Кузнецовой, инвективность употребления слова «пиндос» в смысле идентификации национальности американец в современном русском языке в конце 2000-х гг. составляла: в единственном числе — 7,4 %, во множественном числе — 8,5 %. По абсолютной частоте инвектирования в интернет-среде инвективы американцев («америкос, пиндос, янки» — 1,1 млн упоминаний) заняли второе место, уступив первое место украинцам («хохол» — 1,2 млн упоминаний) и опередив занявших третье место евреев («жиды» — 1 млн упоминаний). Подобное исследование также проводилось в 2002 году А. Моченовым, С. Никулиным и А. Вахиным, и американцы тоже тогда получили в инвектировании второе место в интернет-среде, а в бумажной прессе — заняли первое место.
Согласно исследованию, в качественных характеристиках «национального образа» американцев инвективы «америкос» и «пиндос» наиболее часто соотносятся с дихотомиями «тупые/умные» — 100 % (латиноамериканцы используют испанское pendejo идиот для именования американцев), «наглые/культурные» — 22 %, «трусливые/смелые» — 12 %.

## Лингвистика и морфология
Слово «пиндос» представляет собой имя существительное мужского рода, одушевлённое, имеет 2-е склонение (тип склонения 1a по классификации А. Зализняка).